# Championnat de Maurice de football 1990-1991
Navigation
Saison précédente Saison suivante
La saison 1990-1991 de Barclays League est la quarante-neuvième édition de la première division mauricienne. Les dix meilleures équipes du pays s'affrontent en matchs aller et retour au sein d'une poule unique. À la fin du championnat, le dernier du classement est relégué et remplacé par la meilleure équipe de deuxième division. 
C'est le club de Sunrise SC qui a été sacré champion de Maurice pour la quatrième fois de son histoire. Le club termine en tête du classement final du championnat, avec trois points d'avance sur Fire Brigade SC et six sur Cadets Club Trianon Quatre Bornes.

## Les équipes participantes
| - Sunrise SC - Fire Brigade SC - Cadets United - R.B.B.S. Port Louis - Scouts Club | - Police - Mahébourg United - Young Tigers SC St. Pierre - Fuel Youth - Polar Star |

## Classement
Le classement est établi sur le barème de points classique (victoire à 2 points, match nul à 1, défaite à 0).
| Rang | Équipe                            | Pts | J  | G  | N | P  | Bp | Bc | Diff |
| ---- | --------------------------------- | --- | -- | -- | - | -- | -- | -- | ---- |
| 1    | Sunrise SC (T)                    | 32  | 18 | 15 | 2 | 1  | 59 | 10 | +49  |
| 2    | Fire Brigade Rose-Hill (C)        | 29  | 18 | 13 | 3 | 2  | 44 | 9  | +35  |
| 3    | Cadets Club Trianon Quatre Bornes | 26  | 18 | 10 | 6 | 2  | 32 | 16 | +16  |
| 4    | R.B.B.S. Port Louis               | 20  | 18 | 8  | 4 | 6  | 32 | 25 | +7   |
| 5    | Scouts Club                       | 16  | 18 | 6  | 4 | 8  | 22 | 23 | -1   |
| 6    | Polar Star                        | 15  | 18 | 6  | 3 | 9  | 20 | 43 | -23  |
| 7    | Fuel Youth                        | 13  | 18 | 5  | 3 | 10 | 16 | 43 | -27  |
| 8    | Mahébourg United                  | 11  | 18 | 4  | 3 | 11 | 12 | 41 | -29  |
| 9    | Police                            | 10  | 18 | 2  | 6 | 10 | 11 | 26 | -15  |
| 10   | Young Tigers SC St. Pierre        | 8   | 18 | 0  | 8 | 10 | 20 | 38 | -18  |

| Légende : Qualifications et relégations | Légende : Qualifications et relégations                                                       |
| --------------------------------------- | --------------------------------------------------------------------------------------------- |
|                                         | Qualifié pour la Coupe des clubs champions africains 1992                                     |
|                                         | Club relégué en D2                                                                            |
|                                         | (T) : Tenant du titre (P) : Promu de deuxième division (C) : Vainqueur de la Coupe de Maurice |

## Bilan de la saison
| Championnat de Maurice de football 1990-1991             |                       |
| Champion                                                 | Sunrise SC (4e titre) |
| Coupes et trophées                                       |                       |
| Vainqueur de la Coupe de Maurice 1990-1991               | Fire Brigade SC       |
| Qualifications continentales                             |                       |
| Coupe des clubs champions africains 1992                 | Sunrise Flacq United  |
| Coupe d'Afrique des vainqueurs de coupe de football 1992 | Aucun                 |
| Promotions et relégations                                |                       |
| Promus en Barclays League                                | ?                     |
| Relégués en First League                                 | ?                     |